# Massakern i Charleston
Massakern i Charleston avser den skottlossning som ägde rum i Emanuel African Methodist Episcopal Church i Charleston i South Carolina i sydöstra USA den 17 juni 2015.
Under en bönegudstjänst sköt den 21-årige Dylann Roof ihjäl församlingens pastor, senator Clementa C. Pinckney, och åtta andra personer samt skadade ytterligare en. Roof greps av polis dagen därpå och förklarade att han hade begått massmordet med syfte att provocera fram ett raskrig. Emanuel African Methodist Episcopal Church, grundad 1816, har under mycket lång tid varit en plats där människorättskämpar har organiserat sig.
Den federala rättegången mot Roof hölls i december 2016 och han befanns vara skyldig enligt samtliga 33 åtalspunkter, bland annat mord och mordförsök. Den 10 januari 2017 dömdes Roof till döden genom giftinjektion.
Roof var öppen med sin rasism på internet. Han publicerade ett manifest på sin hemsida innan skjutningen där han beskrev sitt hat för  Afro-Amerikaner, Judar och Latinamerikaner. På hemsidan publicerade han också bilder på sig själv poserande med sydstatsflaggan och en brinnande USA flagga.